# رهاب القطارات

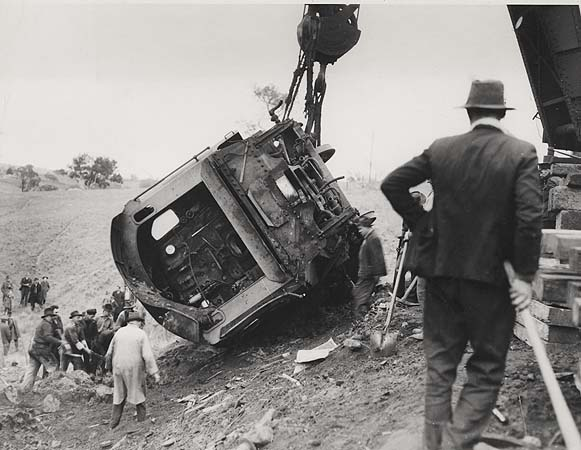
خروج قطار عن مساره قرب روكي بوندز في أستراليا عام 1948

رهاب القطارات هو رهاب يسبب الخوف من القطارات والسكك الحديدية.

## أعراض
قد تسبب بعض التجارب الصادمة رهابَ القطارات عند بعض الأشخاص كما قد يتكون الرهاب شيئًا فشيئًا مع الوقت كبقية أنواع الرهاب. قد يعاني بعض المصابين بهذه الحالة بنوبات هلع، وزيادات مفاجئة في معدل ضربات القلب، كما قد يعانون من برودة العرق ومشاكلَ هضمية وفد يقوم بعض المصابين بالبُكاء وأحيانا بالفرار.